# Домакини на Световното първенство по футбол
Домакини на Световното първенство по футбол са били осемнадесет държави в общо двадесет и един турнира, започвайки от първото Световно първенство по футбол 1930 г. Отначало ФИФА взема решението за предоставяне на домакинството на своя конгрес. В най-ранните турнири, изборът на страна събужда много спорове, като се има предвид триседмичното пътуване с кораб между Южна Америка и Европа, двата центъра на футбола по онова време.
Решението да се проведе първата купа в Уругвай, например, води до това, че само четири европейски нации се състезават.  Следващите две световни първенства се провеждат в Европа. Решението да се проведе второто от тях, Световното първенство по футбол през 1938 г., във Франция, е противоречиво, тъй като страните от Южна Америка са накарани да разберат, че Световното първенство ще се провежда на ротационен принцип между двата континента. Така Аржентина и Уругвай бойкотират турнира.  Първият турнир след Втората световна война е проведен в Бразилия през 1950 г., има три отбора, които се оттеглят поради финансови проблеми или несъгласия с организацията. 
За да избегне всякакви бъдещи бойкоти или противоречия, ФИФА започва модел на редуване между Америка и Европа, който продължава до Световното първенство по футбол през 2002 г. в Азия. Системата се разви така, че страната домакин вече се избира чрез гласуване от Конгреса на ФИФА. Това се прави по система с изчерпателни бюлетини. Понастоящем решението се взема приблизително седем години преди турнира, въпреки че домакините за турнира през 2022 г. бяха избрани по същото време като тези за турнира през 2018 г.
Само Мексико, Италия, Франция, Германия (Западна Германия малко след Световното първенство през 1990 г.) и Бразилия са били домакини на събитието по два пъти. Естадио Ацтека в Мексико Сити и Маракана в Рио де Жанейро са единствените места, които някога са били домакини на два финала на Световната купа на ФИФА. Само Световното първенство по футбол през 2002 г. има повече от един домакин, като е разделено между Япония и Южна Корея, а през 2026 г. ще има три домакина: Съединените щати, Канада и Мексико.
След избирането на кандидатурата на Канада – Мексико – Съединените щати за Световното първенство по футбол през 2026 г. турнирът ще бъде първият, който ще бъде домакин на повече от две държави. Мексико става първата страна, която ще бъде домакин на три Световни първенства за мъже и неговият Естадио Ацтека, ако бъде избран, ще стане първият стадион, който ще организира три турнира от Световната купа.
| Година | Нация(и) домакин                      | Континент                             |
| ------ | ------------------------------------- | ------------------------------------- |
| 1930   | Уругвай                               | Южна Америка                          |
| 1934   | Италия                                | Европа                                |
| 1938   | Франция                               | Европа                                |
| 1942   | Отменен поради Втората световна война | Отменен поради Втората световна война |
| 1946   | Отменен поради Втората световна война | Отменен поради Втората световна война |
| 1950   | Бразилия                              | Южна Америка                          |
| 1954   | Швейцария                             | Европа                                |
| 1958   | Швеция                                | Европа                                |
| 1962   | Чили                                  | Южна Америка                          |
| 1966   | Англия                                | Европа                                |
| 1970   | Мексико                               | Северна Америка                       |
| 1974   | Западна Германия                      | Европа                                |
| 1978   | Аржентина                             | Южна Америка                          |
| 1982   | Испания                               | Европа                                |
| 1986   | Мексико                               | Северна Америка                       |
| 1990   | Италия                                | Европа                                |
| 1994   | Съединени щати                        | Северна Америка                       |
| 1998   | Франция                               | Европа                                |
| 2002   | Япония Южна Корея                     | Азия                                  |
| 2006   | Германия                              | Европа                                |
| 2010   | Южна Африка                           | Африка                                |
| 2014   | Бразилия                              | Южна Америка                          |
| 2018   | Русия                                 | Европа                                |
| 2022   | Катар                                 | Азия                                  |